# Scapanus
Скапанус (Scapanus) — рід кротів. Вони поширені на заході Північної Америки вздовж Скелястих гір на північ до Британської Колумбії.

## Види
Описано 3 види:
- Scapanus anthonyi
- Scapanus latimanus
- Scapanus occultus
- Scapanus orarius
- Scapanus townsendii